# Alis Cruces
Alis Cruces (nacido el 8 de julio de 1992 en Güigüe, Carabobo, Venezuela) es un músico y docente venezolano especializado en la interpretación del cuatro venezolano, la bandola y la mandolina. Es director de la Orquesta Alma Llanera de Carabobo y miembro de la agrupación Compasses, con la cual ha realizado presentaciones en China, Alemania, España, Australia, Luxemburgo, Irlanda, Colombia, Macao, Bolivia y otros países.

## Biografía
Alis Cruces nació en Güigüe, Estado Carabobo, Venezuela. Inició su formación musical a los seis años, recibiendo instrucción de los maestros Maximiliano Rebolledo y Orlando Castro. A lo largo de su trayectoria formativa, integró agrupaciones como la Estudiantina Carlota Fuentes de Güigüe y la Estudiantina Luis Ernesto Quintero de Carabobo. Posteriormente, obtuvo el título de Licenciado en Educación, mención Música, en la Universidad de Carabobo, y perfeccionó su técnica en la interpretación del cuatro solista en el Conservatorio de Música Simón Bolívar bajo la tutela del maestro Carlos Capacho.

## Carrera
Desde 2012, Cruces ha participado en numerosos festivales y concursos internacionales de música. Ha sido parte del Sistema Nacional de Orquestas y Coros Juveniles e Infantiles de Venezuela, desempeñando diversos roles pedagógicos y de dirección musical. Actualmente, es director de la Orquesta Alma Llanera de Carabobo, una de las agrupaciones adscritas a este sistema, cuya labor está enfocada en la difusión y enseñanza de la música tradicional venezolana.
Además de su labor como docente y director, Cruces es miembro de la agrupación Compasses, con la que ha realizado giras y presentaciones en diversos países. En 2020, participó en la grabación del álbum Sotavento, producción discográfica que fue nominada a los Latin Grammy en la categoría de Mejor Álbum Instrumental y a los Premios Pepsi Music.

## Premios y reconocimientos
A lo largo de su trayectoria, Alis Cruces ha sido galardonado con diversos premios y distinciones en festivales nacionales e internacionales, entre los cuales destacan:
- Primer lugar en el Festival de Nuevos Intérpretes del Cuatro (Caracas, 2012).[4]
- Primer lugar como mejor cuatrista en el Festival de Música Llanera "El Silbón" (2010 y 2012).[5]
- Primer lugar en el Festival Turístico Internacional San Martín de los Llanos (2012).
- Primer lugar como mejor cuatrista del Torneo Internacional del Joropo, Villavicencio (2013).
- Segundo lugar en la categoría de mejor obra inédita para cuatro solista en el Torneo Internacional del Joropo, Villavicencio (2017 y 2018).
- Primer lugar en el Festival Internacional "La Siembra del Cuatro" (2017).[5]

## Discografía
- Sotavento (2020) - con la agrupación Compasses